# فرناندا دا سيلفا
فرناندا دا سيلفا (بالبرتغالية: Fernanda da Silva) مواليد 25 سبتمبر 1989 في البرازيل، هي لاعبة كرة يد برازيلية تلعب كجناح أيسر. مثلت منتخب البرازيل لكرة اليد للسيدات. شاركت في دورة الألعاب الأولمبية الصيفية سنة 2012. حققت المركز الأول في بطولة العالم لكرة اليد للسيدات 2013.

## سجل المنافسة
شاركت في البطولات التالية:
- الألعاب الأولمبية الصيفية 2012
- الألعاب الأولمبية الصيفية 2016
- بطولة العالم لكرة اليد للسيدات 2013
- بطولة العالم لكرة اليد للسيدات 2015

## الميداليات
| الميدالية | المسابقة                            |
| --------- | ----------------------------------- |
| ذهبية     | بطولة العالم لكرة اليد للسيدات 2013 |
| ذهبية     | دورة الألعاب الأمريكية 2011         |
| ذهبية     | دورة الألعاب الأمريكية 2015         |

## روابط خارجية
- فرناندا دا سيلفا على موقع الاتحاد الأوروبي لكرة اليد (الإنجليزية)
- فرناندا دا سيلفا على موقع أوليمبيديا (الإنجليزية)
- فرناندا دا سيلفا على موقع اللجنة الأولمبية البرازيلية (البرتغالية)